# Felix Largiadèr
Felix Anton Largiadèr (* 18. Dezember 1930 in Flawil; † 4. Juli 2018) war ein Schweizer Viszeral- und Transplantations-Chirurg und Professor für Chirurgie der Universität Zürich. Er gilt unter anderem als Pionier der Nierentransplantation.

## Leben
Felix Largiadèr wurde als Sohn des Chirurgen Hans Philipp Largiadèr (* 18. Januar 1895; † 22. Februar 1984) und seiner Frau Gertrud (geb. Stüdli) geboren. Er absolvierte die Primar- und Sekundarschule in Flawil, anschließend das Gymnasium St. Gallen, wo er 1950 die Matura (Typ A) erwarb.
Sein Medizinstudium absolvierte Felix Largiadèr in Genf, München und Zürich. In seiner Studienzeit trat er dem Schweizerischen Zofingerverein bei. Nach dem Staatsexamen im Jahr 1956 arbeitete er als Assistenzarzt in Wattwil, St. Gallen und Zürich. 1959 promovierte er an der Universität Zürich zum Dr. med. Von 1963 bis 1965 war er als Medical Fellow in den Fachgebieten Viszeralchirurgie und Transplantationsforschung an der University of Minnesota Medical School in Minneapolis tätig. Zudem absolvierte er ein 2-jähriges Nachdiplomstudium mit Hauptfach Chirurgie und Zweitfach Biochemie (Master of Science in Surgery 1965).
Ab August 1965 war Felix Largiadèr an der Chirurgischen Klinik des Universitätsspitals Zürich bei Åke Senning tätig. Nach seiner Habilitation 1967 wurde er zum Privatdozenten, 1973 zum Titularprofessor, 1980 zum Ordinarius ad personam für Organtransplantationschirurgie und 1985 zum Ordentlichen Professor für Chirurgie der Universität Zürich ernannt. Vom 16. April 1985 bis zu seiner Emeritierung am 15. April 1998 war er Klinikdirektor Viszeralchirurgie und Departementsvorsteher Chirurgie.
Bereits 1962 experimentierte Felix Largiadèr mit Herztransplantationen. Nach seiner Rückkehr nach Zürich 1965 übernahm er die Durchführung der Nierentransplantationen. 1973 führte er die erste klinische Pankreastransplantation in Europa durch. Er war 1985 Mitbegründer und 1998/99 Präsident von Swisstransplant, der Schweizer Stiftung für Organspende und Transplantation, welche im Auftrag des Bundesamtes für Gesundheit die Zuteilung von Spenderorganen in der Schweiz koordiniert.
Seit 1988 war Felix Largiadèr Mitglied der Leopoldina. Zudem war er Ehrenmitglied folgender Organisationen: Deutsche Gesellschaft für Chirurgie, Österreichische Gesellschaft für Chirurgie, Schweizerische Gesellschaft für Viszeralchirurgie, Schweizerische Gesellschaft für Chirurgie, Swiss Transplantation Society, Spitalul de Urgenta Bukarest, Schweizerische Gesellschaft für Thoraxchirurgie.

## Publikationen
- Organ Transplantation. Second, English edition. With 20 contributions. Georg Thieme Verlag, Stuttgart 1970 (1. Auflage erschien 1966)
- Checkliste Chirurgie. 11. Auflage. Mit drei Mitherausgebern (Christiane Bruns, Marius Keel, Hans-Detlev Saeger) und 34 Autoren. Georg Thieme Verlag, Stuttgart 2016. ISBN 978-3-13-522510-4 (1. Auflage erschien als Checkliste Viszeralchirurgie 1975)
- A long-term functioning human pancreatic islet allotransplant. Transplantation 29: 76, 1980 (mit E. Kolb und U. Binswanger)
- F. Largiadèr, M. Decurtins, R. Schlumpf: The delayed duct occlusion technique of human pancreatic transplantation. In: Clinical transplantation. Band 4, Nummer 6, Dezember 1990, S. 385–392, PMID 10147631.
- Transplantation von Organen. Von der Mythologie bis zur erlebten Gegenwart. EMH Schweizerischer Ärzteverlag, Basel 2010. ISBN 978-3-03754-051-0.
- Die Val Müstair und die Lärchenharzer. Eine etymologische Spurensuche. Verlag Johannes Petri, Basel 2015. ISBN 978-3-03784-068-9. (mit Helene Largiadèr)